# 费尔赞府

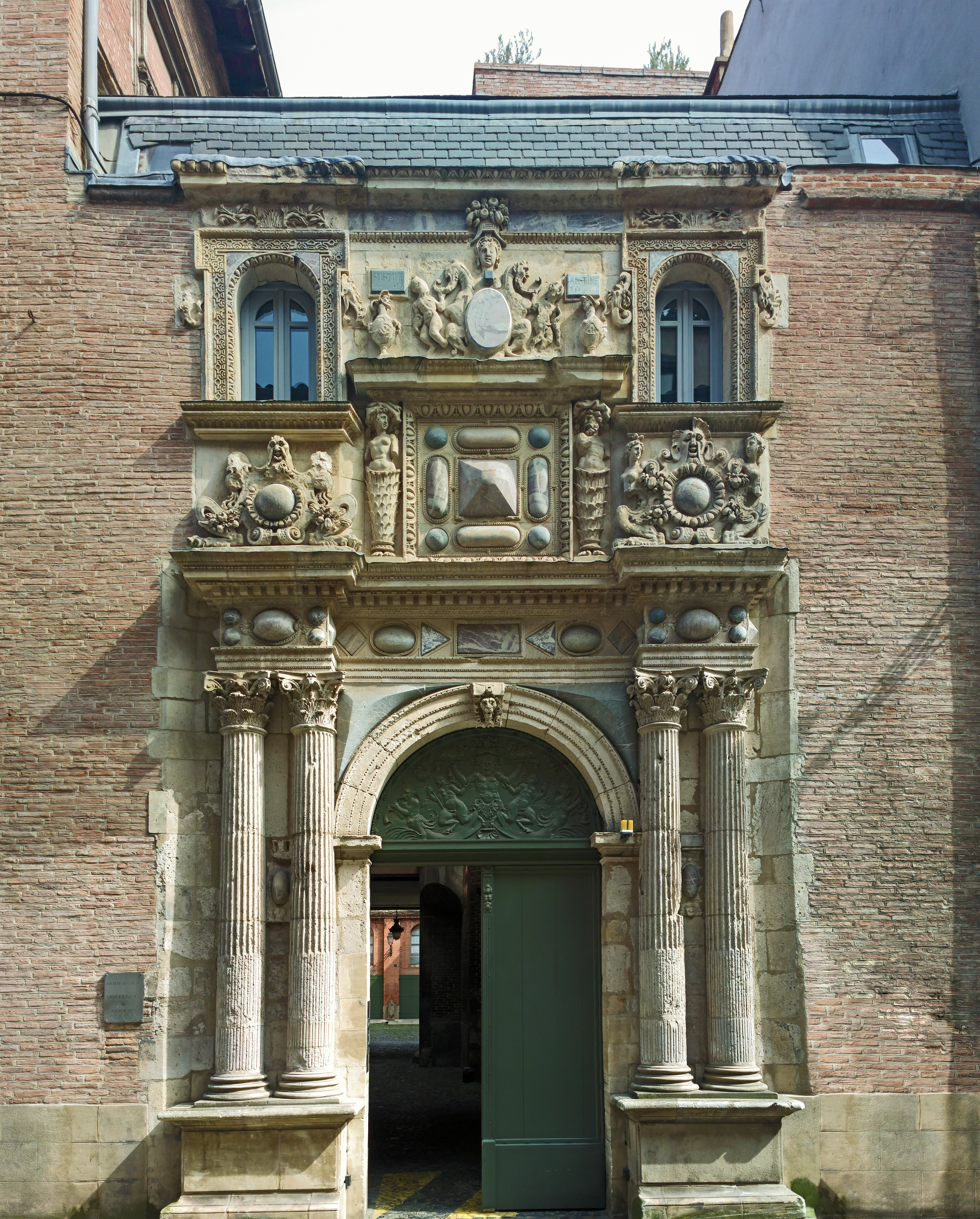
费尔赞府

费尔赞府（Hôtel de Felzins）又名莫利尼耶府（Hôtel de Molinier），位于法国图卢兹历史中心的达尔巴德街，建于16世纪中叶（1550-1556）。该建筑是图卢兹法式府邸的代表，以文艺复兴风格为特色，是为议员加斯帕尔·莫利尼耶（Gaspard Molinier）建造。尤以达尔巴德街的风格主义的大门，装饰最为华丽。

## 历史
加斯帕尔·莫利尼耶于1550年开始建造这座房子，他是一位有权势的人，也是图卢兹议会的长期成员。入口是一个宏伟的大门，上面有许多雕塑，包括怪物和大理石镶嵌物。这一组合与当时被称为矫饰主义的新风格相对应，其显著特征是大量的雕塑人物、描绘奇异野兽，以及对浮雕和多色相互作用的品味。
建筑中对大理石镶嵌的品味持续到下个世纪初。比利牛斯山脉的采石场是这种珍贵材料的来源，这些材料从图卢兹运到皇家建筑项目，如卢浮宫。这位身份不明的雕塑家从马尔坎托尼奥·雷蒙迪（Marcantonio Raimondi）的雕刻品和皇家建筑师塞巴斯蒂亚诺·塞利奥的作品中获得灵感
第二个庭院的塔楼雕刻华丽的花环，象征着富饶，类似于阿塞扎公館。
莫利尼尔府底楼的一个房间拥有图卢兹文艺复兴时期最美丽的壁炉，建于1551年至1556年间，亨利二世风格。雕塑家模仿巴黎附近的马德里城堡（Château de Madrid）的壁炉，由吉罗拉莫·德拉·罗比亚（Girolamo della Robbia）为弗朗索瓦一世国王设计。罩上的场景描绘基督教的慈悲。浅浮雕上方刻有赫拉克勒斯。嘴巴与人的耳朵连接在一起。因此，这是对雄辩和善政的庆祝，是16世纪法国皇室的恰当象征。由加斯帕尔·莫利尼耶委托制作的壁炉雕塑，融合了美德、政治和智慧，反映了顾问对国王的渴望。

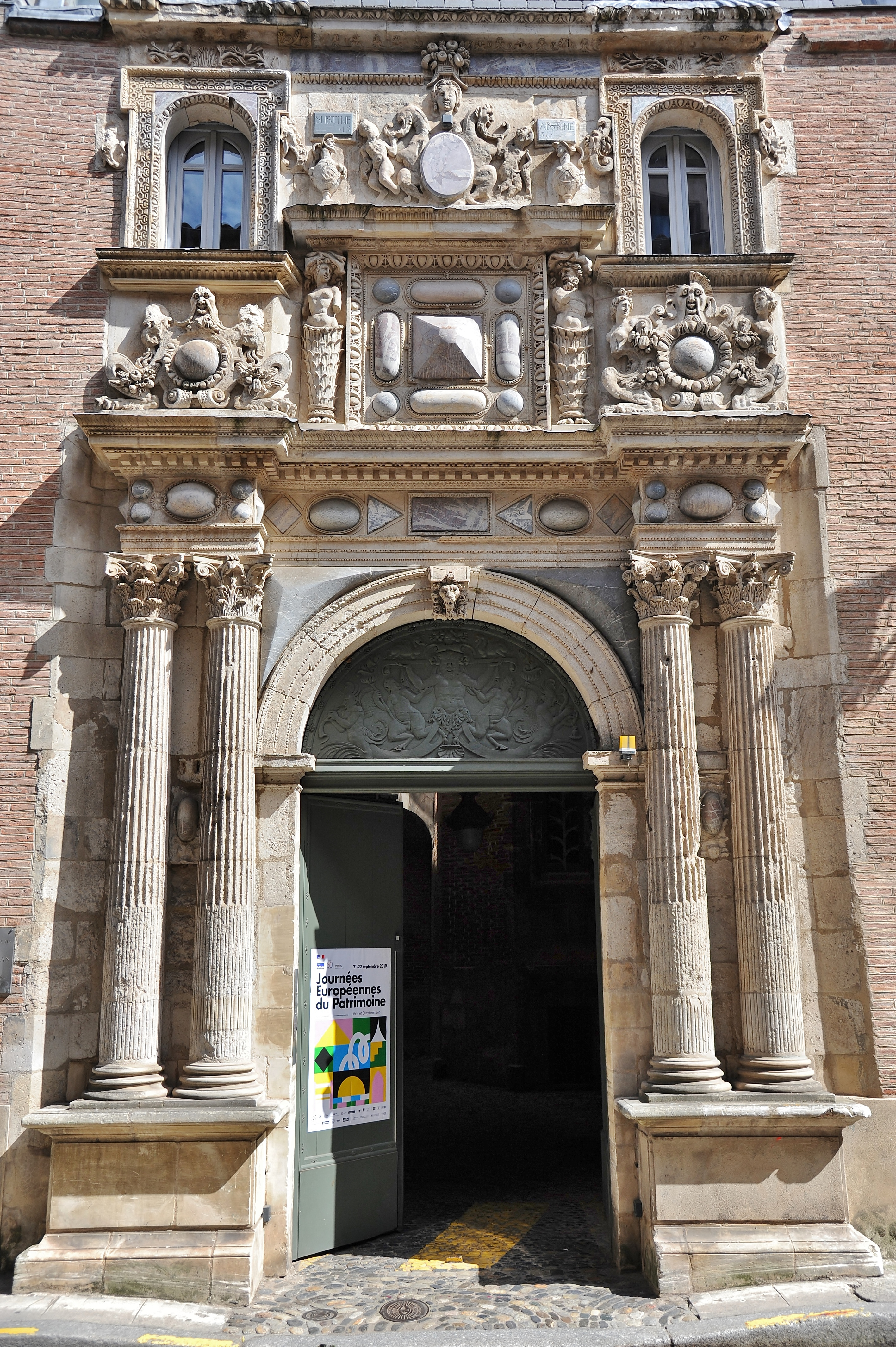
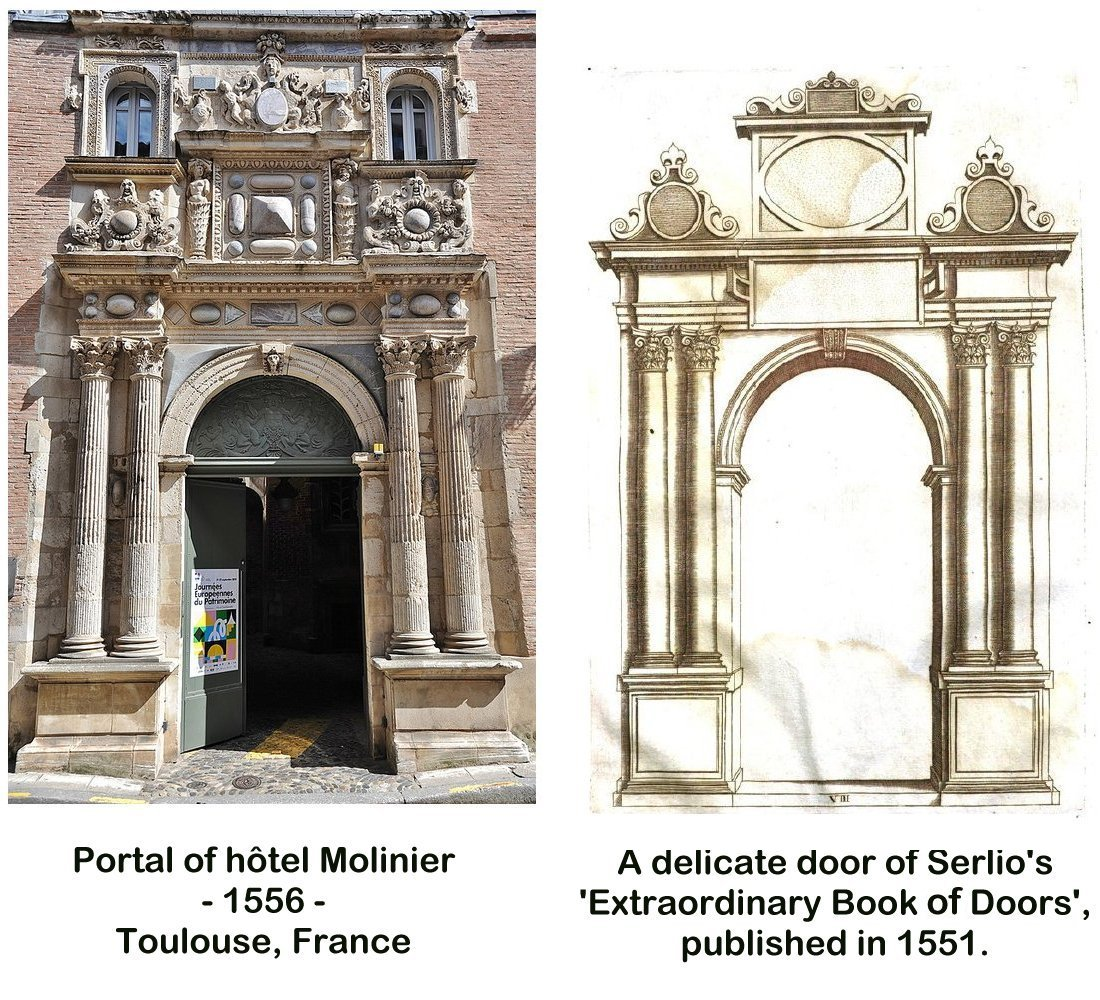
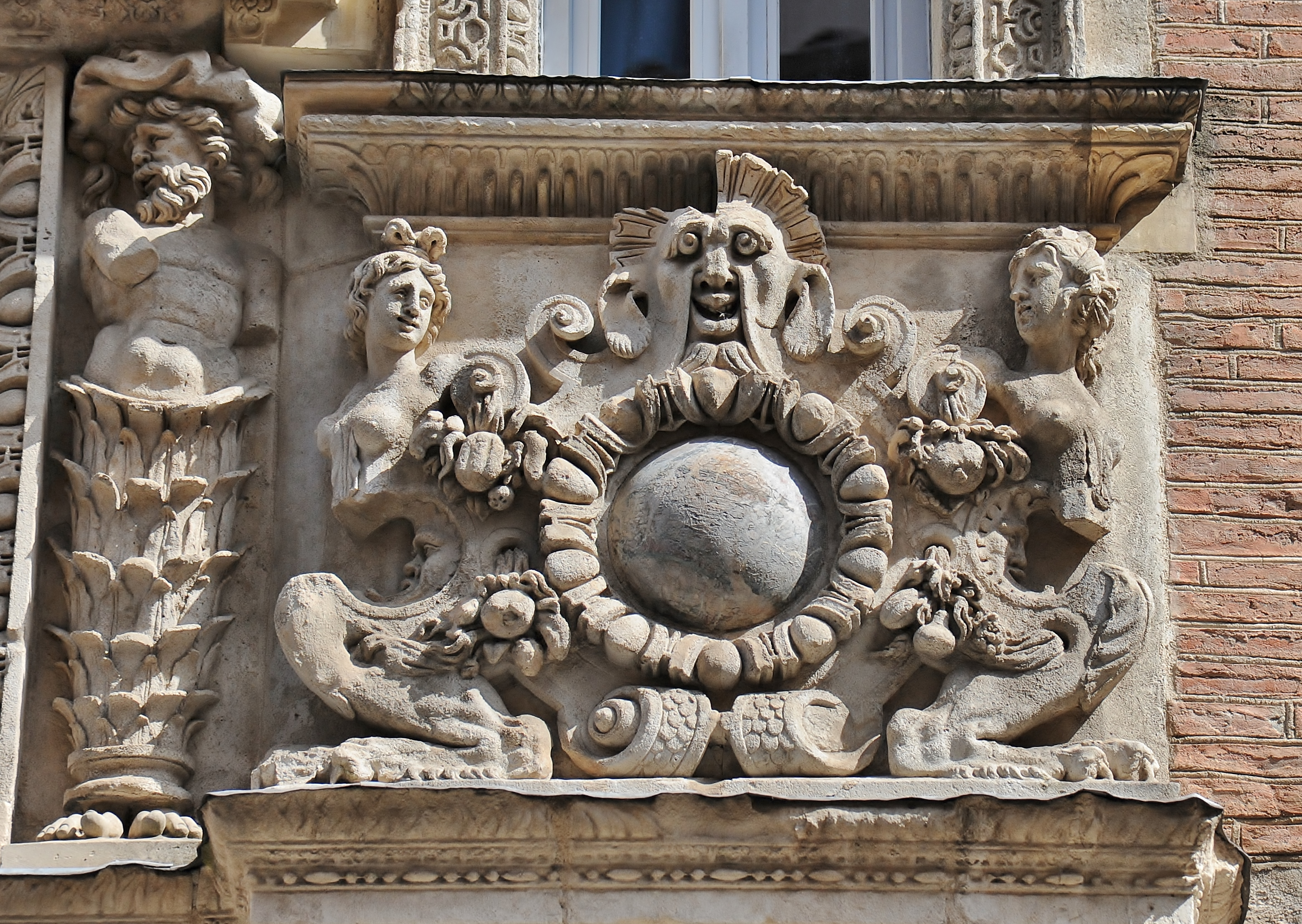
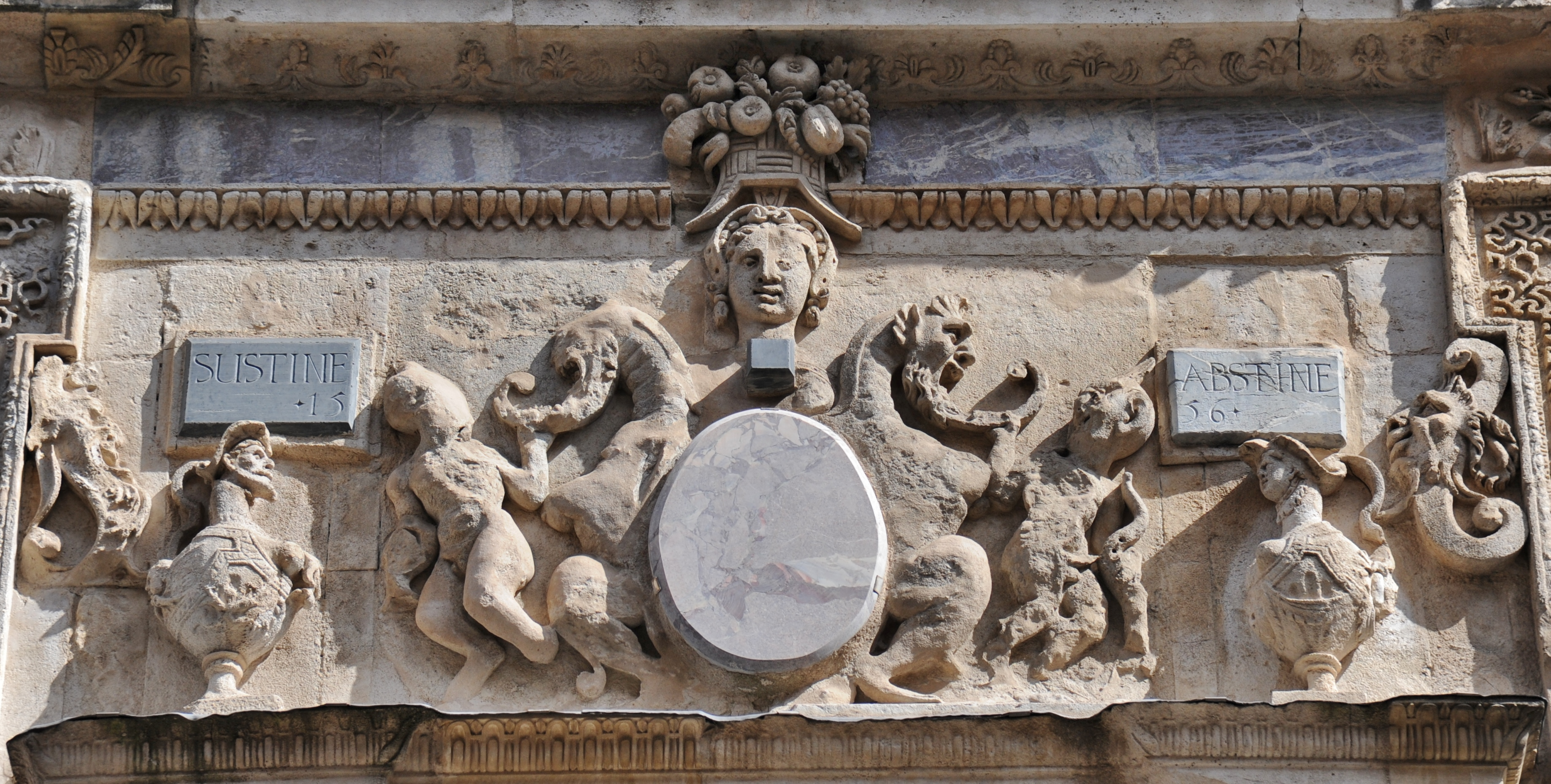
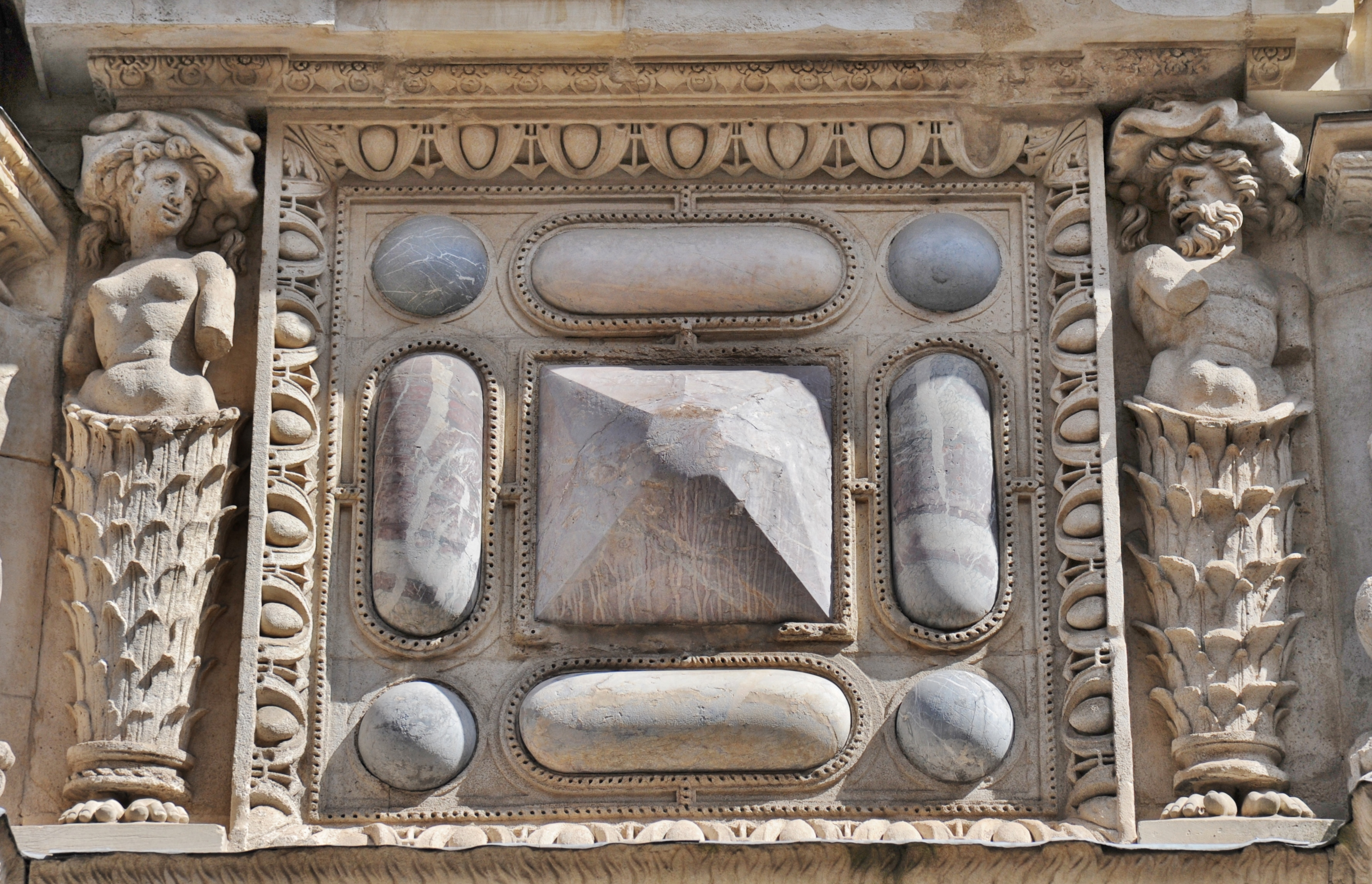
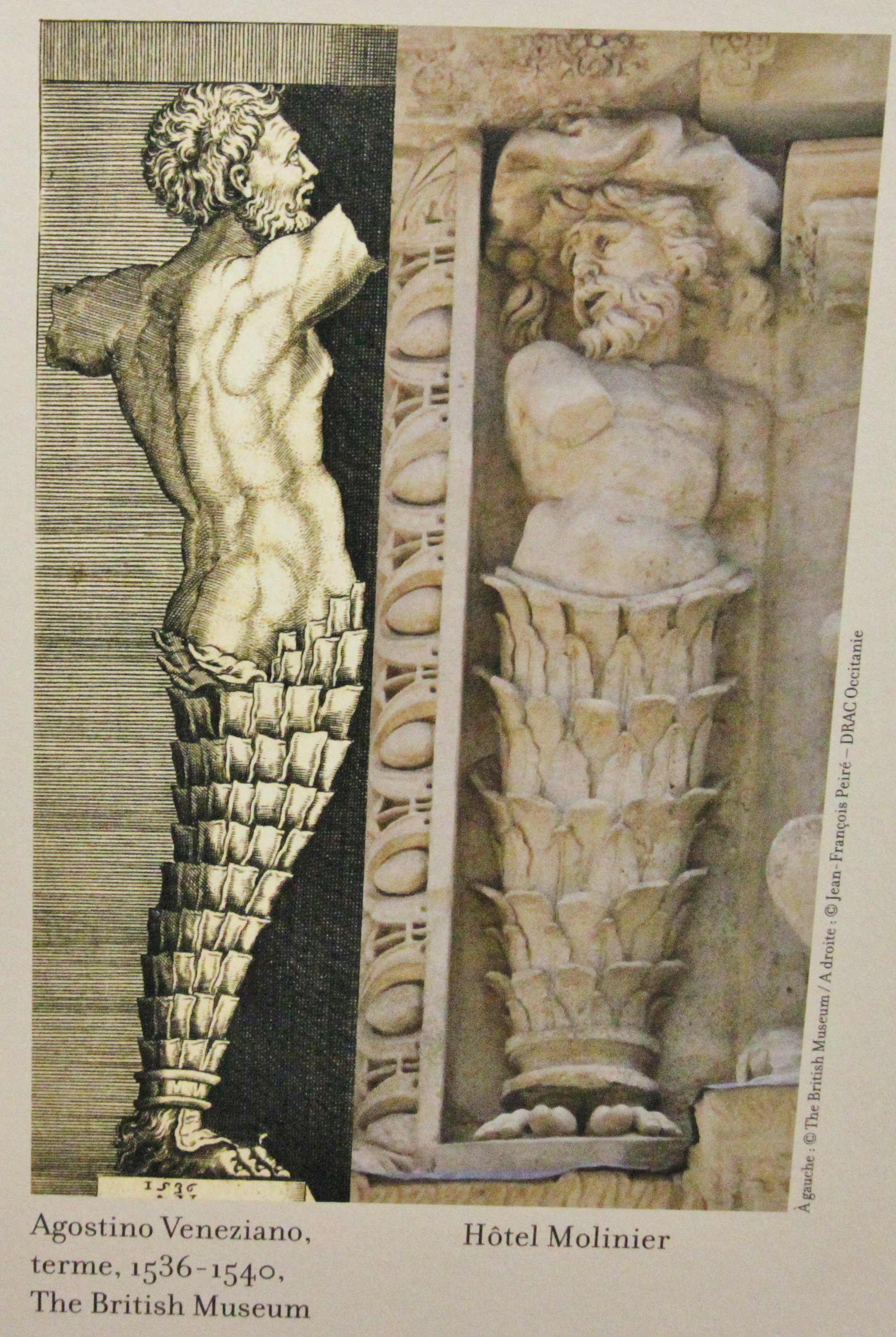
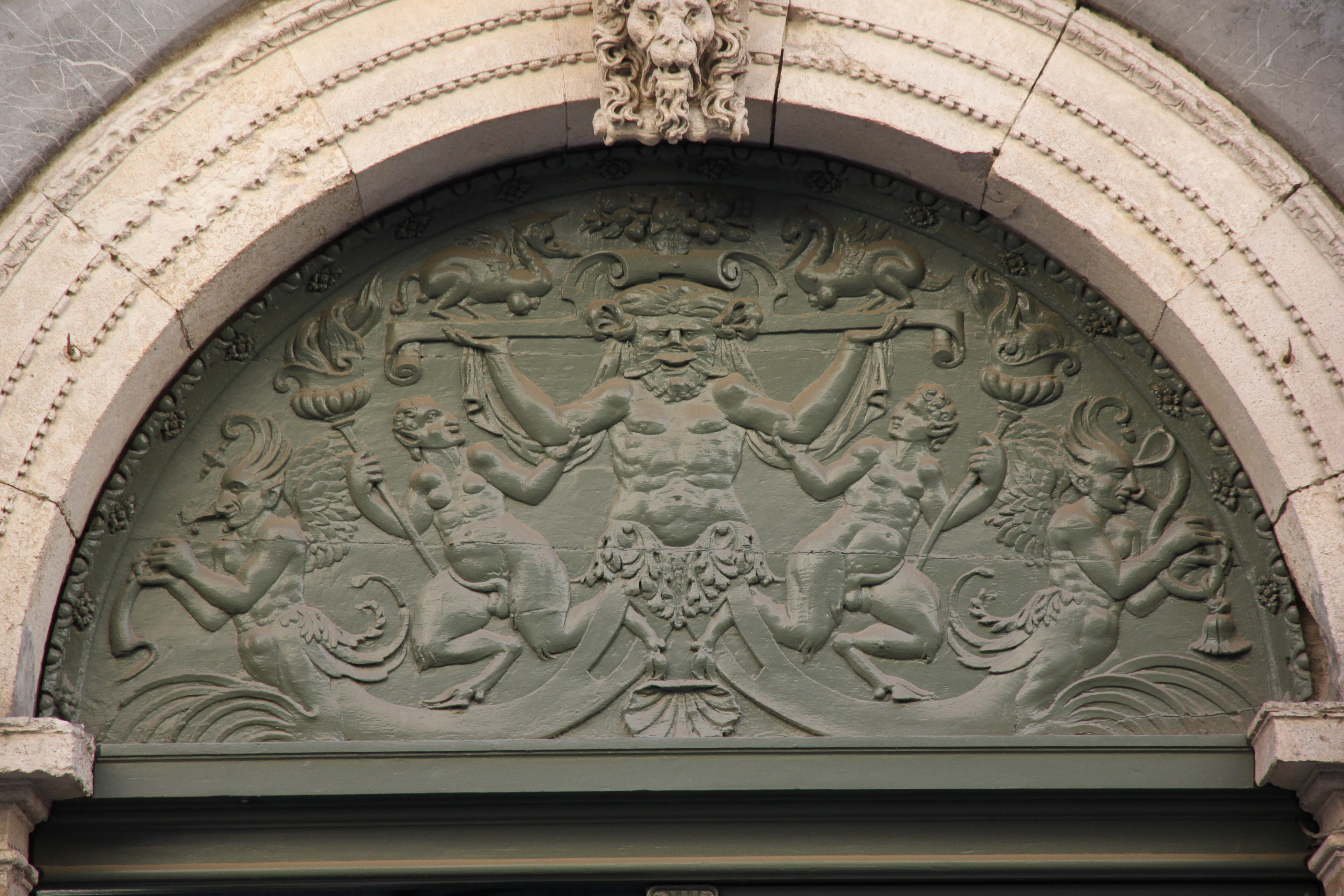
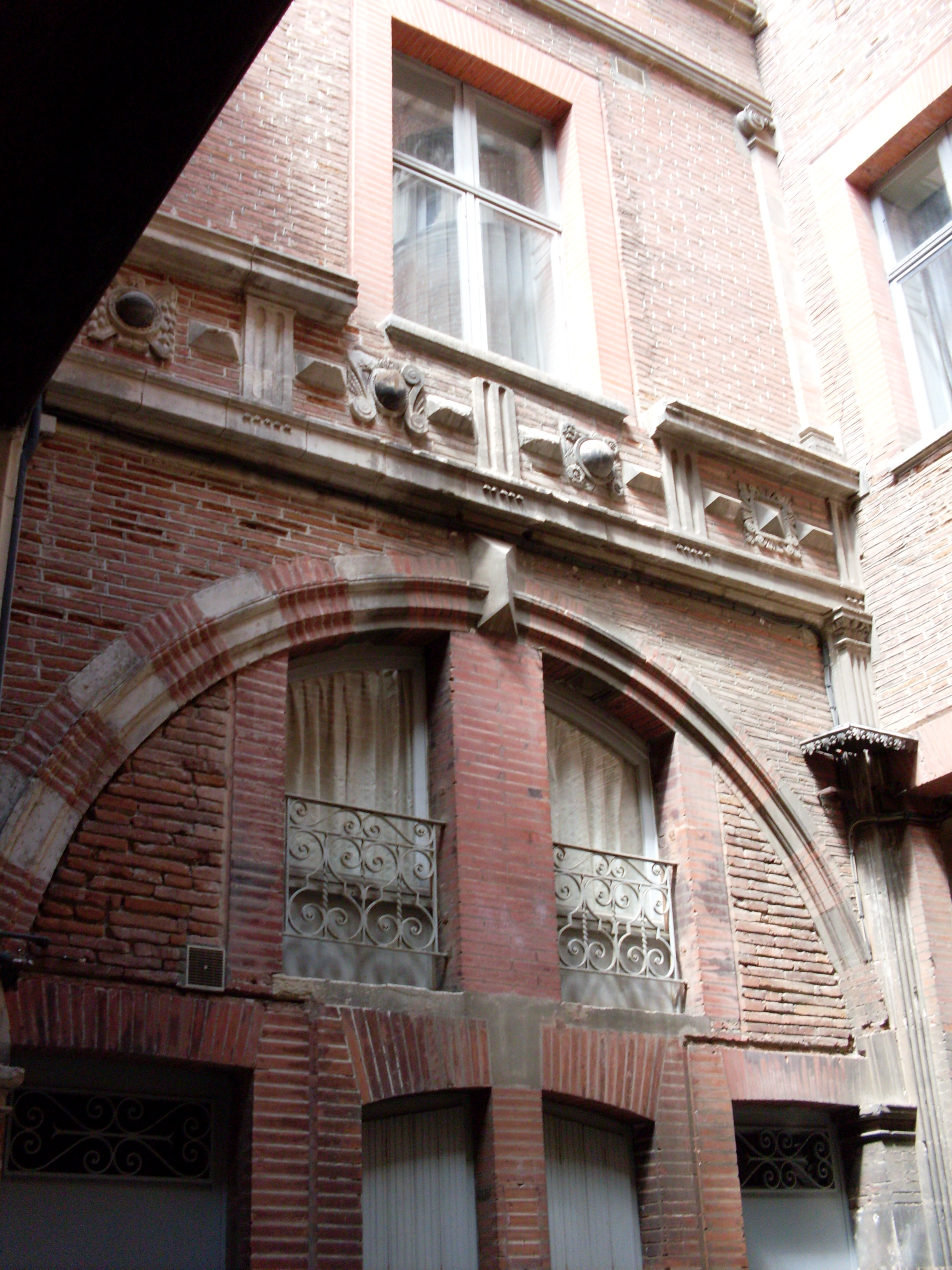
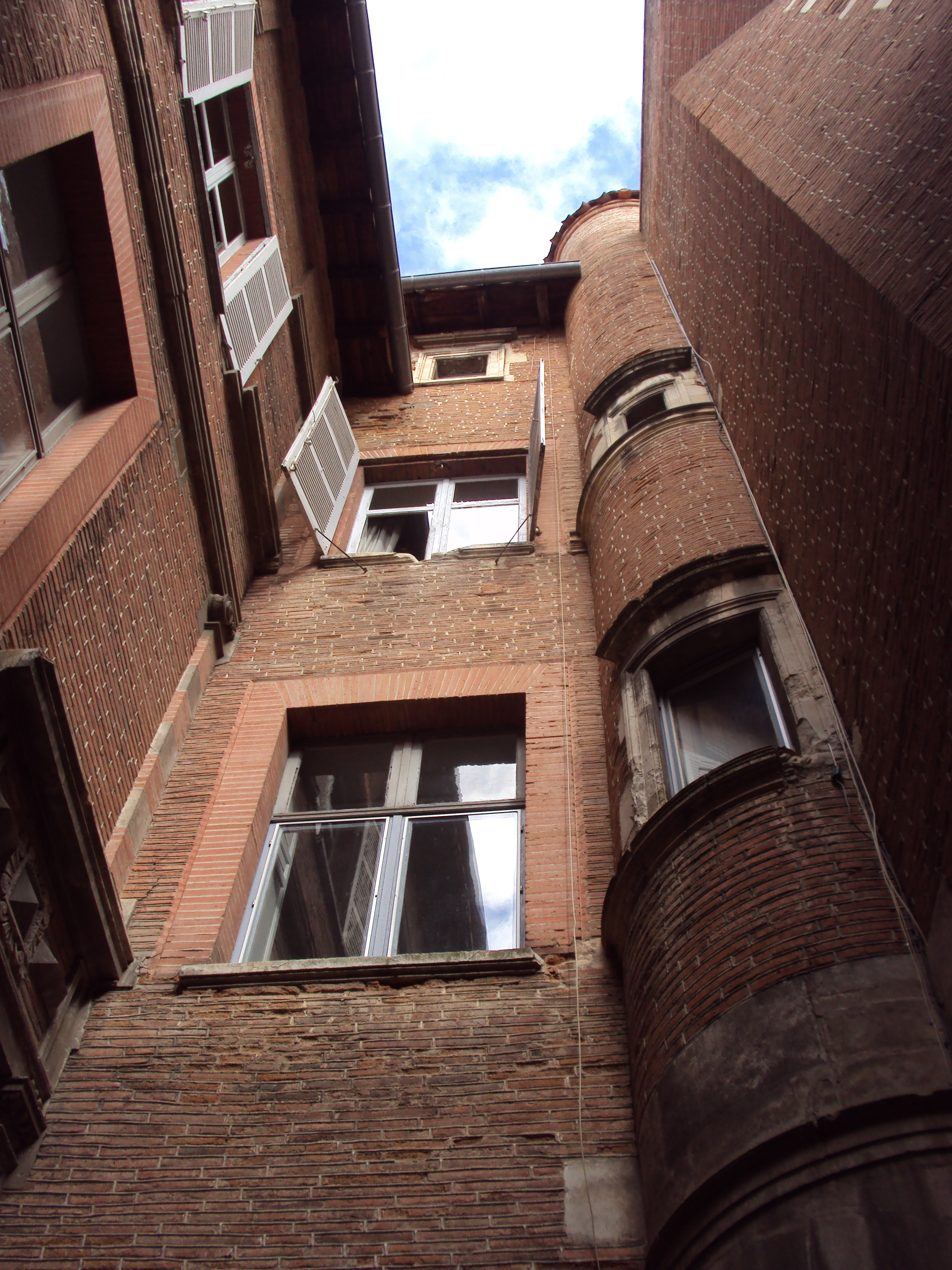
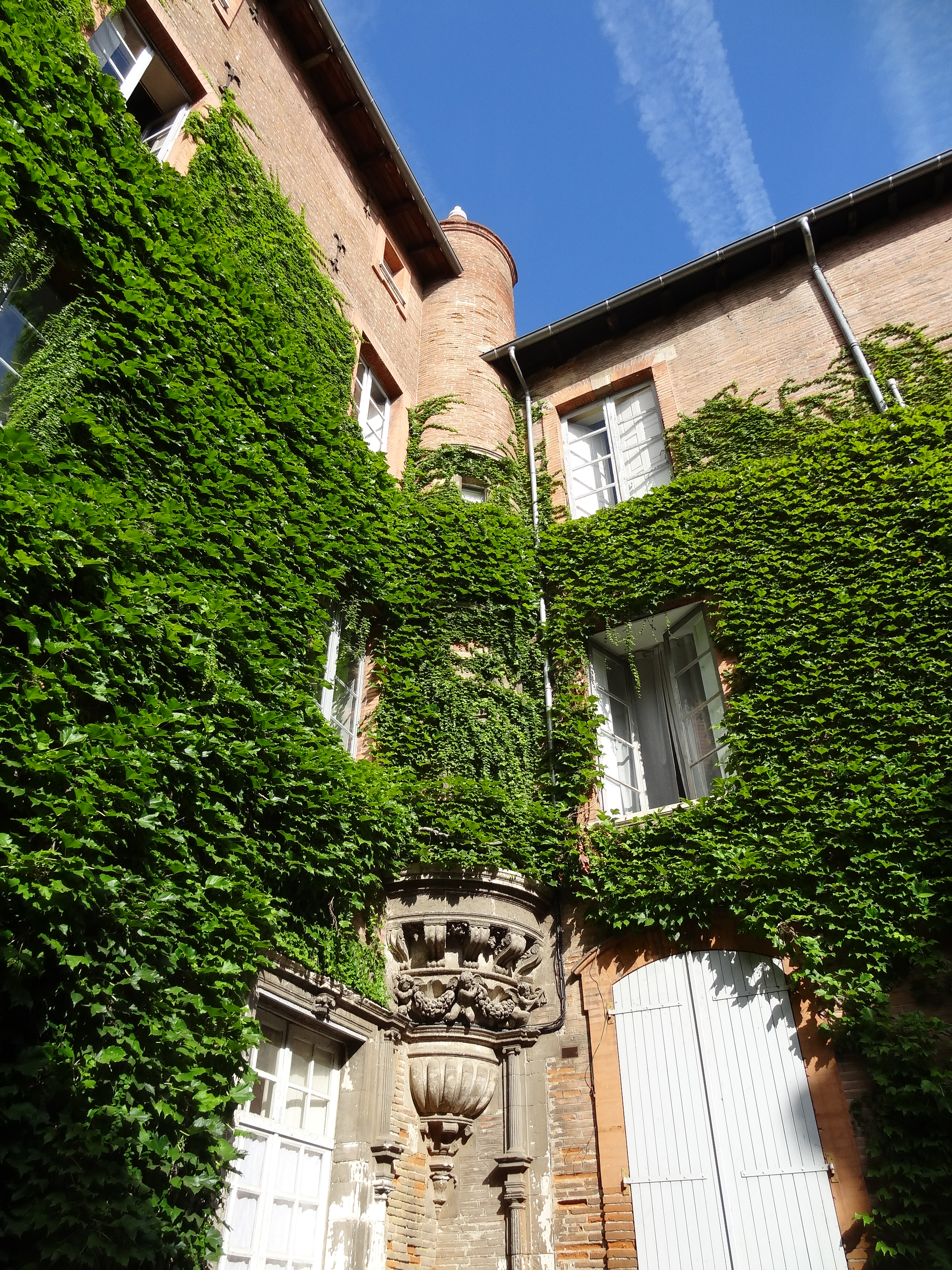
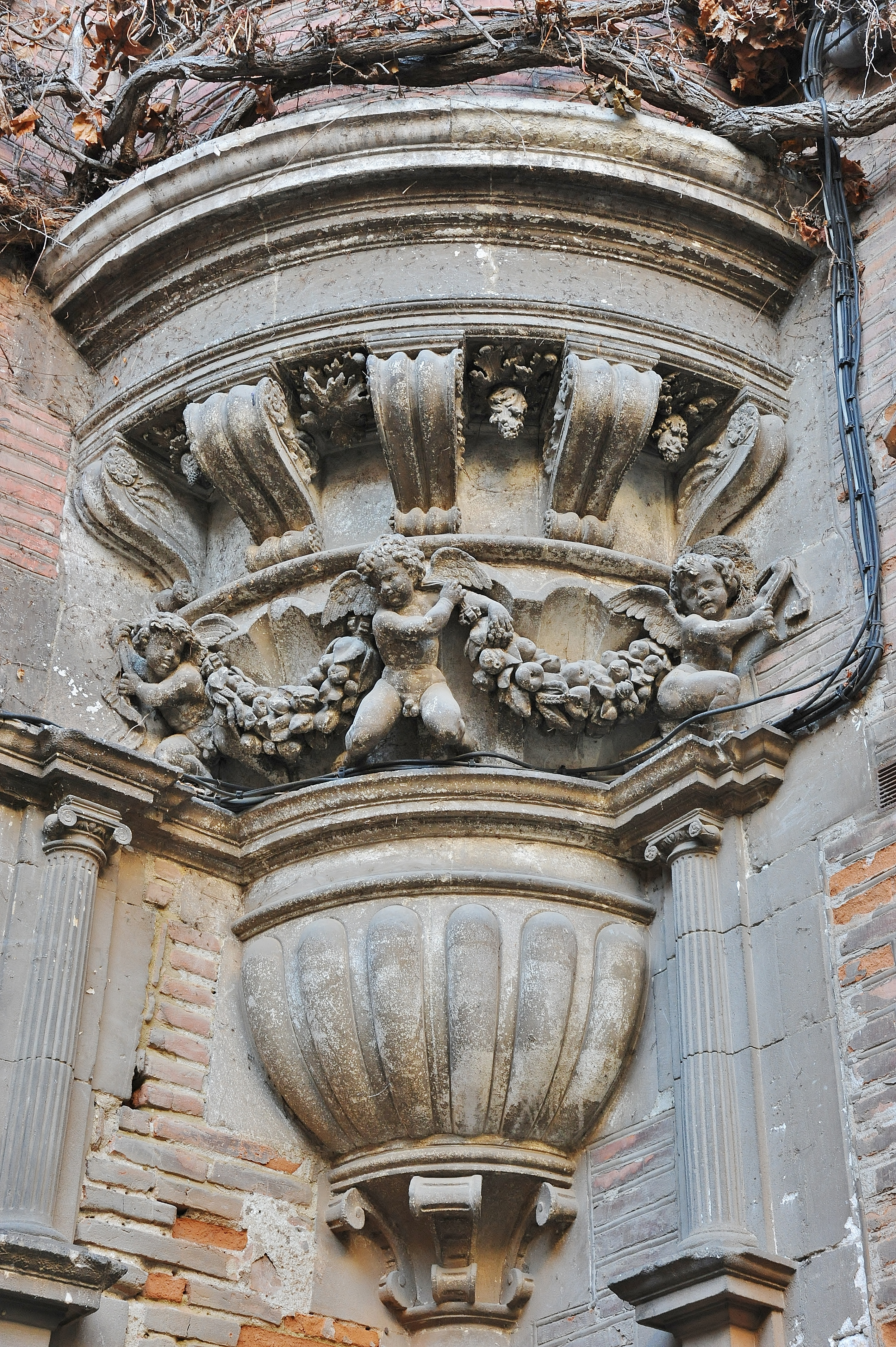
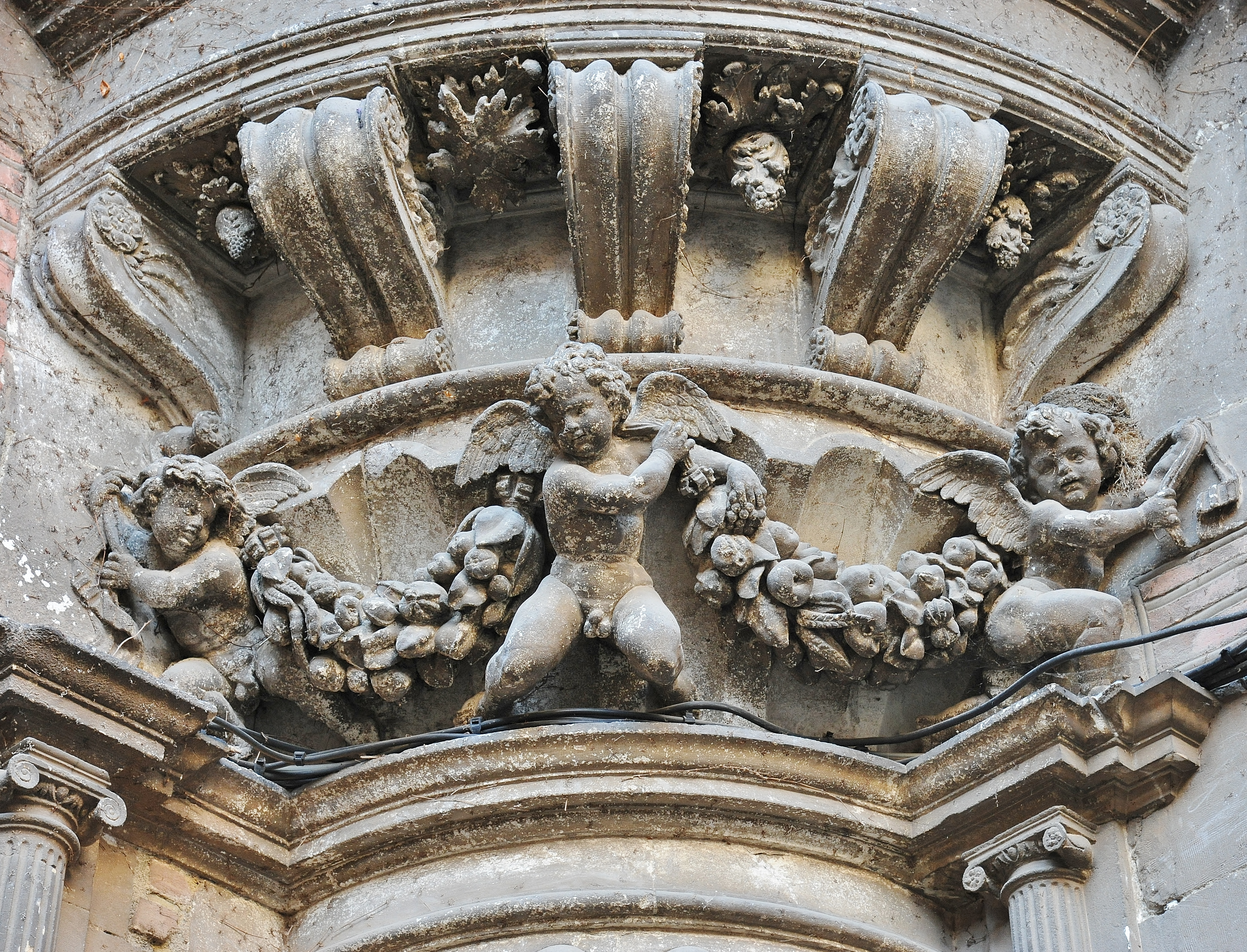
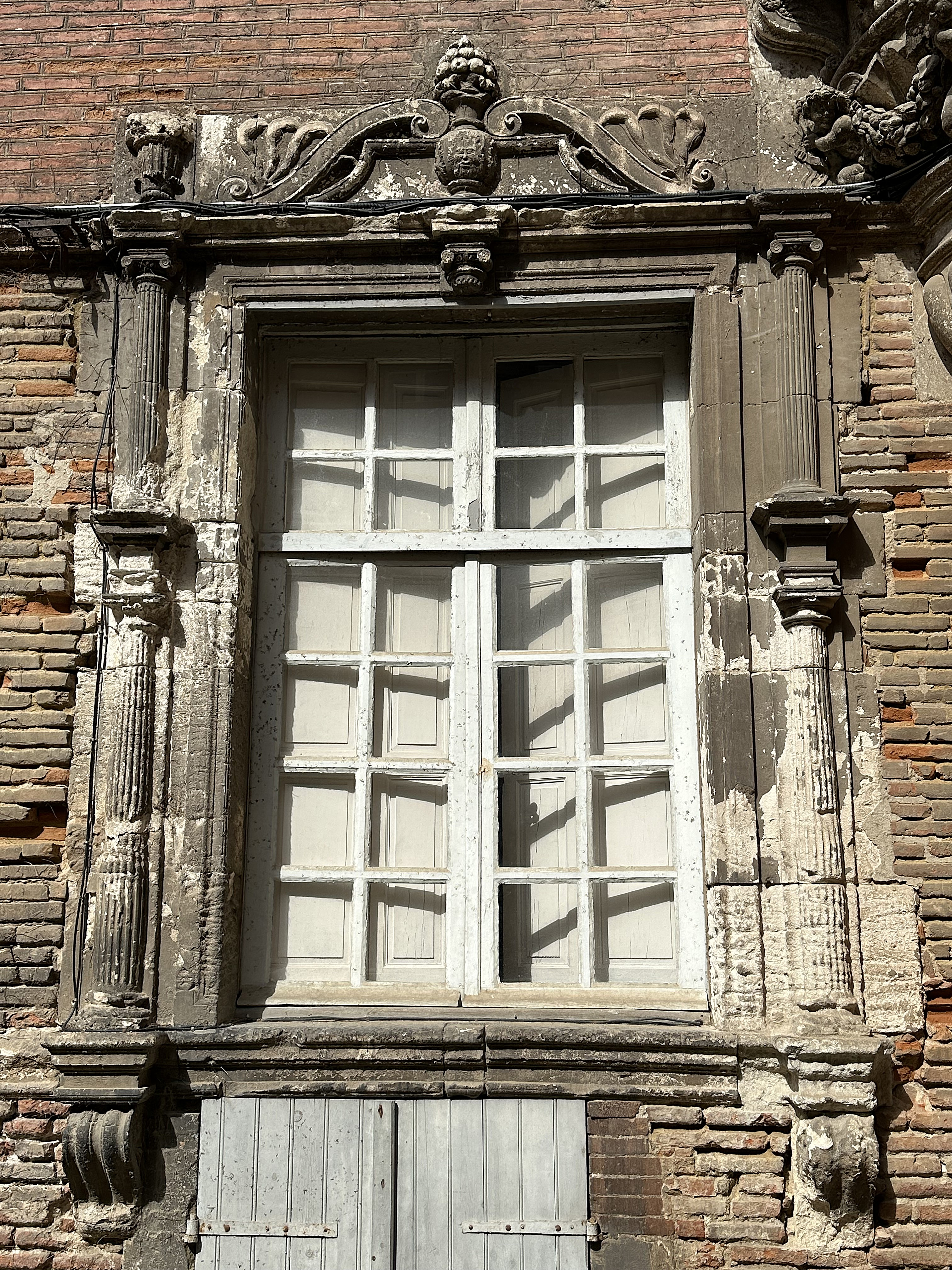